# 不忠的女人
《不忠的女人》（法語：La femme adultère）是法国作家阿尔贝·加缪的一部短篇小说，1957年收录于小说集《流放与王国》出版。

## 人物
这个故事的主人公是一对住在阿尔及利亚的黑脚夫妇，珍妮和马塞尔，他们没有孩子。这个故事以第三人称写成。马塞尔是一位商人，珍妮是他的助手。这对夫妇是法国裔，住在偏僻的阿尔及利亚，两人都不会讲当地的阿拉伯语。

## 情节
故事开始时，这对夫妇乘坐巴士穿越阿尔及利亚进行商务旅行。正是在这里，我们首先了解到马塞尔和珍妮之间的紧张关系。在珍妮的思想中，她丈夫的形象是负面的，她放弃了年轻时的激情和抱负。他们相识时还很年轻。珍妮认为自己仍然有成熟的吸引力，并回忆起她的青春时代。
汽车上还有一名法属阿尔及利亚士兵。士兵似乎对珍妮感兴趣，看着她，又从口袋的盒子里给她一片润喉片。珍妮很高兴士兵对她的关注，这更让她认为自己仍然对男人有吸引力，但后来并没有结果，所以她感到沮丧。
这对夫妇在酒店住了一夜，决定参观附近的一个要塞。在要塞，珍妮感到灵感，并因这次经历而兴奋。马塞尔完全不为所动，并劝说妻子，不要待在这么寒冷的地方。
回到酒店房间，马塞尔睡着了，但是珍妮怎么也睡不着。经过考虑，她决定当晚偷偷溜出房间，独自回到要塞。在要塞，珍妮体会到比与丈夫做爱更为强烈的兴奋和自由的感觉。
这时，叙述变得更加感性和戏剧化，珍妮围绕要塞跑来跑去，最终她在星空下躺了下来。
回到酒店，马塞尔醒来了，珍妮流下了眼泪。珍妮坚持说没什么，并未告诉丈夫她的沮丧，以及要塞之行。

## 主题

### 圣经
故事的标题取自《约翰福音》8章3-11节。法利赛人带来一个通奸时被抓的女人，要求耶稣作判断。根据摩西律法，对通奸者的惩罚是用石头砸死。耶稣回答说，没有罪的人可以扔第一块石头，最后没有人一个人留下。《圣经》中的这个故事与加缪在《思索死刑》中关于死刑的思考相似，也就是说，没有权威能够对另一个人进行判断，因为没有人是绝对的无辜。

### 意图与行动
与标题相反，珍妮并没有任何身体的通奸行为。通奸是象征性的，在她自己心里。故事结束时，珍妮只对思想感到内疚，但不清楚她是否会对她的沮丧采取进一步的行动，或者她是否准备回到以前的情况，接受她的生活。标题可以理解为，实施行为的意愿，就等于行为本身。

### 迷失的青春
在故事的开头，珍妮反思了她的青春时代，以及与丈夫相遇的时期，以及她当时在安全和独立之间的选择。小说中珍妮遇到的各种事件，让她对自己的看法有所改变。开始时珍妮觉得自己体重和身体状况不佳，后来发现自己仍然对其他男人有吸引力而感到骄傲。这个故事可以更多看作是关于重新获得失去的青春，而不是通奸本身。

### 能量
在整个故事中，珍妮排斥她的丈夫，讨厌他的惰性、年龄和缺乏活力。同时，她被原始的活力和力量所吸引。在汽车上偶遇的男人是一名士兵，而让珍妮青春的感觉重新焕发活力的地方是一个要塞。珍妮在参观要塞之前没有和丈夫做爱。另一方面，她在要塞凝视星空而感到兴奋。这是用色情的方式描述的，仿佛与她通奸的不是另一个男人，而是与夜晚本身。 她暂时从各种限制中获得了解脱：婚姻，屈从，和随后的生活。
在故事的开头，珍妮的存在是建立在她的丈夫身上，也就是说，他需要她，所以她有理由存在。然而，她对丈夫狭窄的生活越来越心灰意冷。在旅途中，她对世界的看法，无论是字面上还是比喻上，都扩大了。要塞顶上的广阔视野，使她得到了更广阔的世界观，开始以某种深刻的方式影响珍妮，她也无法解释。
那天晚上，她躺在床上，狭隘的丈夫身边。她感到离开了从要塞顶上看到的广阔天地，天空的辽阔和无尽的星星淹没了她。她从仅仅是丈夫的延伸，转变成为无限广大世界的一部分。这是她的不忠。

### 卡繆的阿尔及利亚的黑脚和阿拉伯人
与卡缪的其他作品一样，《不忠的女人》也是描写阿尔及利亚，但是阿尔及利亚本地人在故事中并不重要。尤其是马塞尔，总是对阿拉伯人表现出蔑视和不信任，他和珍妮都懒得学阿拉伯语，每当马塞尔和阿尔及利亚本地人说话或谈论到他们时，都会表现出不以为然。
卡缪的一部不是设定在阿尔及利亚的小说，《堕落》是以阿姆斯特丹为背景。最初这部小说也打算收录进《流放与王国》中。它同样也没有描写任何荷兰本地人。《堕落》中的两个主人公都是法国人，里面的荷兰人没有对话，也不提及他们的姓名。